# Loup (film)
Pour les articles homonymes, voir Loup (homonymie).
Pour plus de détails, voir Fiche technique et Distribution.
Loup est un film français de Nicolas Vanier sorti en 2009 adapté du roman homonyme du même auteur édité en 2008.
Il s'agit d'un film "hommage rendu aux Évènes" selon son réalisateur qui les a rencontrés lors de sa traversée de la Sibérie. Le roman est à l'origine de ce film.

## Synopsis
Sergueï est un nomade évène, éleveur de rennes. Il vit dans les montagnes de Sibérie orientale. Devenu jeune adulte, son père l'envoie garder et protéger un troupeau contre les loups, leur grande harde de 3000 bêtes du clan de Batagaï, tradition d'élevage de ce peuple.
Confiée par son peuple, Sergueï part alors accomplir sa mission dans cette zone de la Sibérie à la rencontre des loups.
Le film débute par un combat entre Nicolaï, gardien d'une harde de rennes et chef d'un clan évène dans la Sibérie, et une meute de loups s'en prenant aux rennes. Sergueï encore enfant, successeur et fils de Nicolaï se trouve avec son père et assiste au combat. Sergueï et les loups seront à jamais liés.
C'est un jour exceptionnel pour Sergueï : son clan célèbre son entrée dans la vie adulte. Chez les Évènes, peuple nomade de Sibérie, devenir un homme signifie montrer au reste du clan que l'on est capable de protéger le troupeau de rennes de la tribu contre l'ennemi héréditaire : les loups. Mais dès la première nuit, Sergueï trahit. Attendri par une louve et ses quatre louveteaux, il ne peut se résoudre à tuer froidement ces petits inoffensifs tétant leur mère.
Wladim, membre du clan est déçu et jaloux de ne pas avoir été choisi à la place de Sergueï.
Nastazya, fille d'un chef du clan voisin de celui de Sergueï et amie d'enfance regrette de ne pas trouver Sergueï à son arrivée. Elle décide donc de partir à sa recherche dans la montagne, là où il est censé garder la harde qui est vitale à son peuple. Sergueï, qui l'attendait depuis longtemps, devrait être heureux mais craint pour "ses" loups car Alexeiev et Wladim surveillent la harde pendant son absence.
Sergueï retourne prématurément à son campement mais montrera plus d'intérêt pour sa mission que pour Nastazya. Il retourne retrouver ses loups et les nomme : Baïkal, Anouchka, Kamar, Kitnic pour les louveteaux et finalement Voulka pour la femelle et Torok pour le mâle..
Nastazya revient et surprend Sergueï approchant les loups et tentant de les caresser. Elle s'emporte : il s'agit d'une menace pour son clan et décide de partir. L'orage arrivant, elle restera au campement avec Sergueï.
Nicolaï rejoint Sergueï pour l'informer de la présence de traces de loups. Nastazya, à la grande surprise de Sergueï, défend le jeune homme face à son père.
L'hiver arrive, mission accomplie : la harde a été préservée. Cependant les traces de loups se font plus visibles. Nicolaï découvre ces traces et décide d'envoyer Wladim tuer les loups. Wladim échoue, le vent a effacé les traces.
Les loups chassent et s'attaquent à la harde qui s'enfuit du corral. Le père de Sergueï se rend compte de son mensonge et ne lui fait plus confiance, mais Sergueï refuse toujours de tuer "ses" loups. Hélas, les loups tentent de tuer les rennes, ce dernier est contraint de tirer sur "ses" loups, tuant Baïkal.
Nicolaï, inquiet, part à la rencontre de Sergueï qui lui montre le cadavre du loup, mais découvre aussi son attachement à une meute de loups... Sergueï, désemparé veut s'excuser auprès des loups mais Torok, chef de la meute, tombe dans un lac gelé. Les deux compagnons se sauvent mutuellement : Sergueï plonge sauver Torok qui le réchauffe sur la berge et lui sauve la vie.
Sergueï décide de conduire toute "sa" meute dans une plaine éloignée qui leur permettra de vivre sans menacer la harde.
Sergueï revient au village et ment en disant que les loups sont morts. Nicolaï se doute que cela est faux mais ne dit rien. Nastazya et Sergueï se marient, partageant leur secret.
Alors que le moujouk, le sage du village, entend des loups, le clan part en chasse. Tandis que Wladim est pourchassé par les loups, Sergueï le sauve sans blesser les bêtes. Le clan ramène 6 loups : ce ne sont pas ceux de Sergueï.
La vie du clan va alors changer et poursuivre son existence en harmonie dans les montagnes avec les rennes et les loups. Mais un autre danger les guette : la déforestation par les autres hommes.

## Fiche technique
- Titre : Loup
- Réalisation : Nicolas Vanier
- Scénario : Nicolas Vanier et Ariane Fert
- Directeurs de la photographie : Thierry Machado, Gérard Simon et Laurent Charbonnier
- Son : Emmanuel Hachette, François Groult et Ludovic Escallier
- Montage : Serge Bourdeillettes
- Musique originale : Krishna Levy
- Producteur : Jean-Pierre Bailly
- Directeur de production : Philippe Gautier
- Sociétés de production : MC4, Pathé, France 3 Cinéma, Taïga
- Pays :  France
- Langue : français
- Genre : aventures
- Durée : 102 minutes
- Date de sortie : 9 décembre 2009

## Distribution

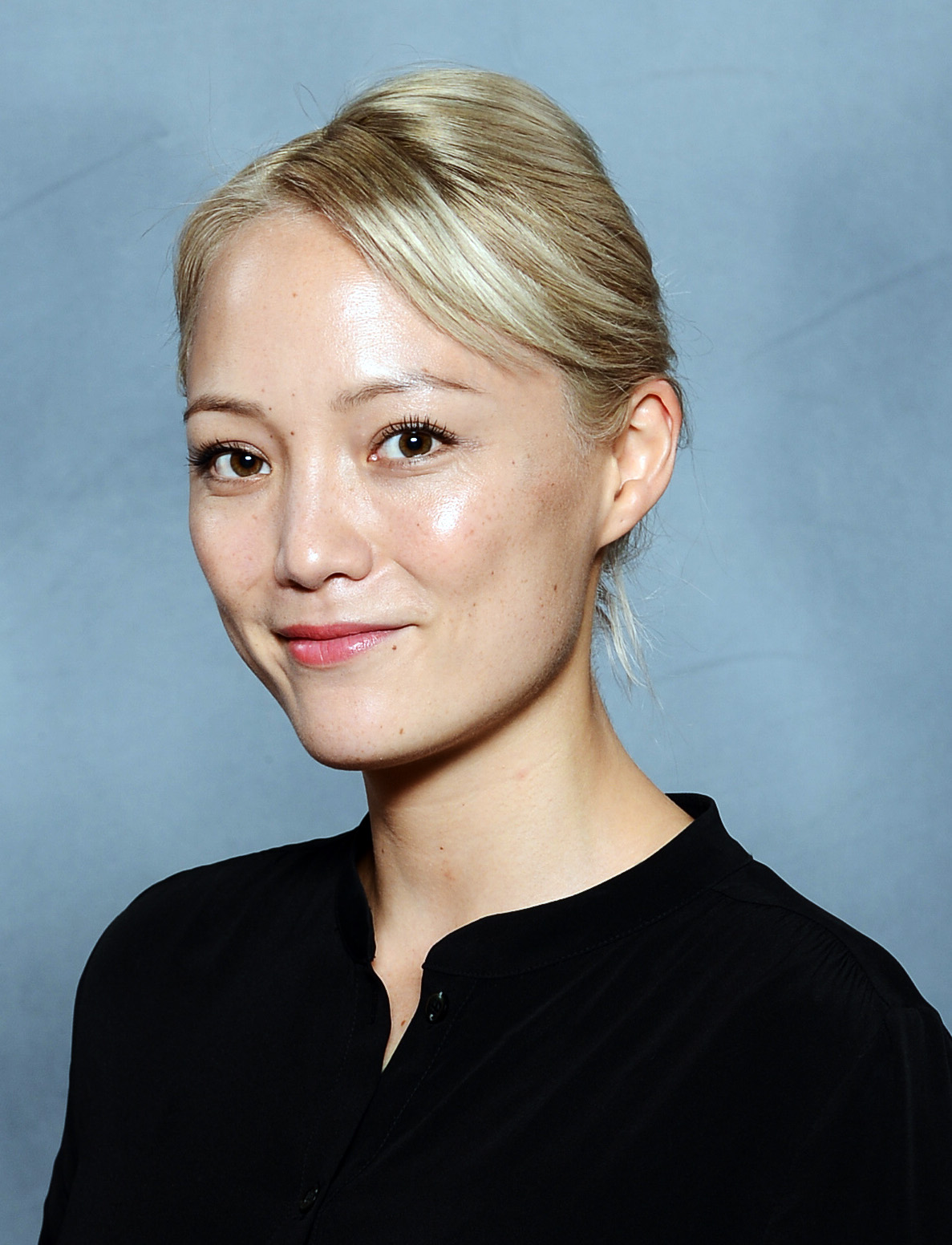
L'actrice principale du film, Pom Klementieff.

- Nicolas Brioudes : Sergueï
- Pom Klementieff : Nastazia
- Min Man Ma : Nicolaï
- Vantha Talisman : Anadya
- Bernard Wong : Wladim
- Gurgon Kyap : Mouriak
- Kaveil Kem : Alexeiv
- Vassiliev Guerassine : Moujouk

## Distinctions

### Récompenses
- Earth Grand Prix au Festival International du film de Tokyo[2]

## Autour du film
- Loup (roman), de Nicolas Vanier, éditions XO, 2008  (ISBN 2-84-563257-6) dont est tiré le film[1]
- Loup (bande dessinée), de Éric Stalner, Pierre Boisserie et Nicolas Vanier, éditions 12 bis, Octobre 2009  (ISBN 2-35-648107-9)